# Брехершпитц
Брехершпитц (нем. Brecherspitz) — гора на территории Германии. Расположена в Баварских Альпах. Высота — 1683 м. Гора характерной пирамидальной формы впервые упоминается в описании границ домена Архиепархии Мюнхена и Фрайзинга между 1078—1080 годами как mons Spizzinch. На гору проложены пешеходные маршруты от озера Шпитцингзе и от города Нойхаус.

## Примечания

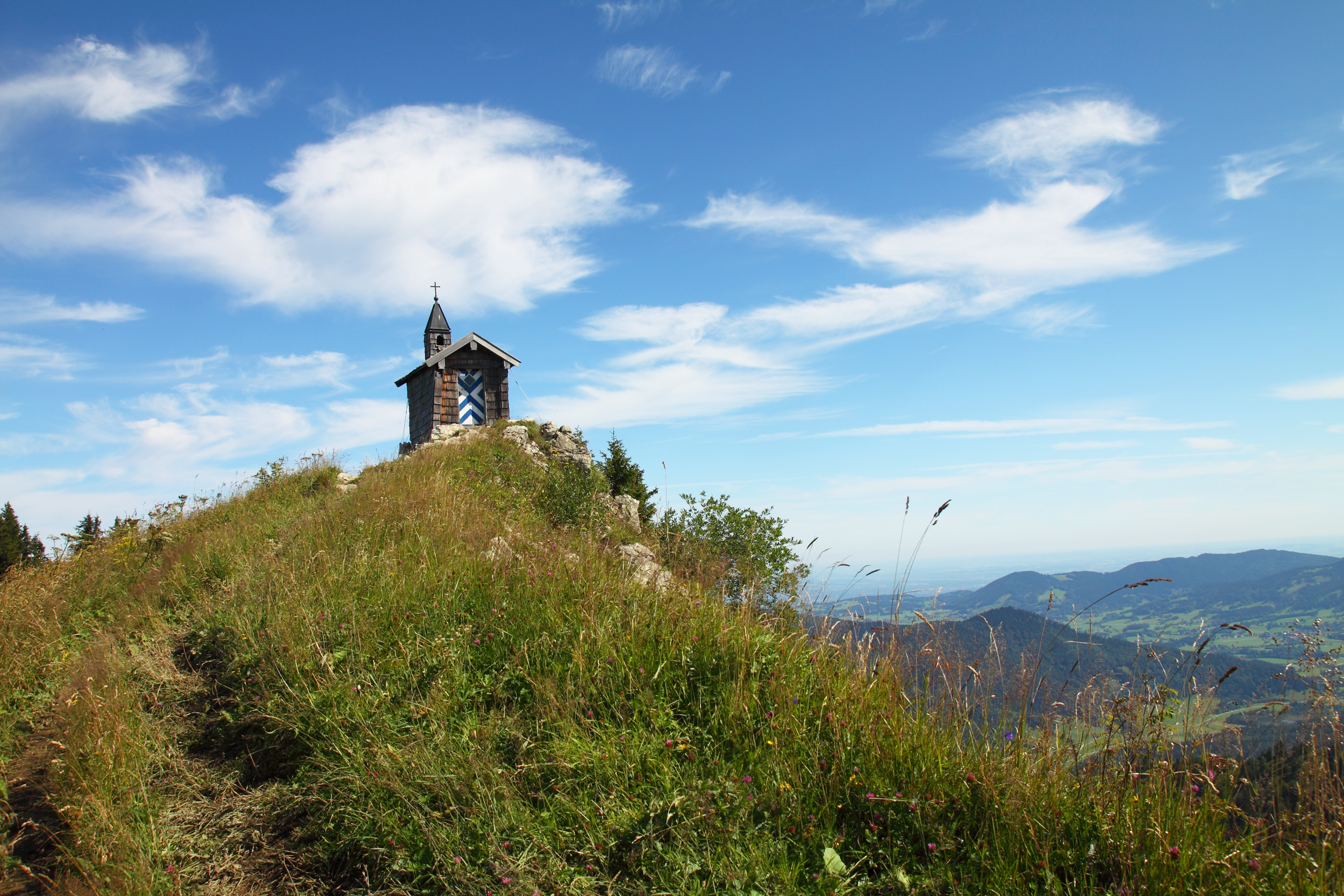
Часовня на западном хребте Брешерспиц